# Oscar Vermeersch
Oscar Marie Josse Eugène Vermeersch (Ertvelde 21 februari 1867 - Dendermonde 13 juli 1926) was een Belgisch politicus voor de Katholieke Partij.

## Biografie
Als doctor in de rechten aan de Katholieke Universiteit Leuven werd Osscar Vermeersch beroepshalve notaris.
Voor de katholieken werd hij in 1895 verkozen tot gemeenteraadslid van Dendermonde, waar hij van 1906 tot 1926 schepen was. Van 1893 tot 1914 was hij tevens provincieraadslid van Oost-Vlaanderen.
Hij volgde bovendien een parlementaire loopbaan: van 1914 tot 1919 zetelde hij voor het arrondissement Dendermonde in de Kamer van volksvertegenwoordigers en van juni tot aan zijn dood in juli 1926 zetelde hij in opvolging van Alfons Du Bois voor het arrondissement Sint-Niklaas-Dendermonde in de Senaat.
Hij trouwde in 1893 met Angela Almain de Hase (1874-1896), dochter van architect Constant Almain de Hase. Ze kregen een zoon. Hij hertrouwde met Marie-Antoinette Geerinckx (°1874).